# スパク・ジョムコー
スパク・ジョムコー（英語: Supak Jomkoh、タイ語:  สุภัค จอมเกาะ、1996年9月4日 - ）は、タイの男子バドミントン選手。世界ランク最高位は10位。

## 経歴
男子ダブルスではキティヌポン・ケドレンとペアを組み、混合ダブルスではスピサラ・ピュオサンプランとペアを組む。